# Véhicule électrique en Norvège
La voiture électrique en Norvège a joué le rôle de pionnière : en 2014, les voitures électriques représentaient déjà 12,5 % du total des immatriculations du pays et un tiers du marché européen. En 2022, leur part de marché dans le pays atteint 79,3 % des ventes. La Norvège est le quatrième marché européen de la voiture électrique derrière l'Allemagne, le Royaume-Uni et la France.
Les mesures de soutien du gouvernement sont massives : les voitures électriques sont exonérées de TVA, elles peuvent circuler dans les couloirs de transport collectif, se garer gratuitement sur les parkings publics et s'y recharger sans frais, mais aussi franchir gratuitement les péages urbains. Cependant, ces avantages sont progressivement réduits : l'accès gratuit aux autoroutes à péage est cependant supprimé progressivement à partir de 2020, et en 2023 l’exemption de TVA est restreinte aux véhicules dont le prix de vente est inférieur à 47 500 €, et une nouvelle taxe basée sur le poids s'applique aux voitures électriques comme aux autres.
Le gouvernement norvégien s'est fixé l'objectif d'interdire les ventes de voitures thermiques neuves à compter de 2025.

## Immatriculations
En 2022, la voiture électrique en Norvège est devenue largement majoritaire dans le marché automobile du pays, avec 80 % des ventes.
|                                 | 2013  | 2014   | 2015   | 2016   | 2017   | 2018   | 2019   | 2020    | 2021    | 2022    | 2023    | 2024    |
| ------------------------------- | ----- | ------ | ------ | ------ | ------ | ------ | ------ | ------- | ------- | ------- | ------- | ------- |
| Voitures électriques            | 7 882 | 18 090 | 25 779 | 24 222 | 33 025 | 46 092 | 60 316 | 76 804  | 113 751 | 138 292 | 104 590 | 114 400 |
| Part de marché (VP uniquement)  | 5,5 % | 12,5 % | 17,1 % | 15,7 % | 20,8 % | 31,2 % | 42,4 % | 54,3 %  | 64,5 %  | 79,3 %  | 82,4 %  | 88,9 %  |
| Voitures hybrides rechargeables | 328   | 1 678  | 7 964  | 20 663 | 29 236 | 26 546 | 19 295 | 28 905  | 38 166  | 14 848  | 10 169  | 3 489   |
| Part de marché (VP uniquement)  | 0,2 % | 1,2 %  | 5,3 %  | 13,4 % | 18,4 % | 17,9 % | 13,6 % | 20,4 %  | 21,7 %  | 8,5 %   | 8,0 %   | 2,7 %   |
| Total                           | 8 210 | 19 768 | 33 743 | 44 885 | 62 261 | 72 638 | 79 611 | 105 709 | 151 917 | 153 140 | 114 759 | 117 889 |
| Part de marché                  | 5,7 % | 13,7 % | 22,4 % | 29,0 % | 39,2 % | 49,1 % | 55,9 % | 74,8 %  | 86,2 %  | 87,8 %  | 90,4 %  | 91,6 %  |

En 2014, les immatriculations de véhicules électriques en Europe ont atteint 65 199 unités, dont un tiers en Norvège et un sixième en France. En Norvège, les voitures électriques ont représenté 12,5 % du total des immatriculations, grâce à des mesures incitatives particulièrement fortes. Le gouvernement norvégien envisage une révision de ces avantages dont le succès a dépassé toutes les prévisions, portant les ventes de voitures électriques de 733 unités en 2010 à 25 779 en 2015, soit près de 20 % du marché automobile norvégien, et le parc a déjà atteint le seuil de 50 000 véhicules fixé pour la révision du système, que le gouvernement pensait atteindre en 2017.
En 2015, les immatriculations de voitures électriques en Norvège ont atteint 25 779 unités, soit 17,1 % du marché norvégien.
En 2016, les ventes avaient atteint 24 222 exemplaires en Norvège, soit 16 % du total des ventes, record mondial ; cette part passe à 29 % si on lui ajoute les 20 063 ventes de voitures hybrides rechargeables. Le 12 décembre 2016, l'Association norvégienne des voitures électriques (NEF) a fêté l'achat du cent millième véhicule fonctionnant uniquement sur batterie électrique. Ce succès s'explique surtout par l'exemption de TVA (25 %) à l’achat ; les voitures électriques bénéficient aussi de parkings gratuits et d'exemptions de péages. Le gouvernement a lancé en 2016 un plan national pour densifier le réseau de bornes sur le territoire national : l'usager devra pouvoir en trouver tous les cinquante kilomètres, avec au moins deux chargeurs rapides. Il s'est fixé pour objectif de franchir le cap des 400 000 voitures 100 % électriques en 2020, année au cours de laquelle il est prévu de supprimer l'exemption de TVA à l'achat de ces véhicules. Le gouvernement actuel parie sur l'arrêt, en 2025, de la commercialisation dans le royaume de voitures qui émettraient encore du CO2.
En 2018, les ventes de voitures électriques ont atteint 46 143 exemplaires en Norvège, soit 31,2 % du total des ventes, contre 20,8 % en 2017 ; la progression des ventes atteint 40 %. La voiture électrique devient ainsi la motorisation la plus populaire, loin devant l’essence (22 %). L'hybride rechargeable atteint 18 %. Les modèles les plus vendus ont été la Nissan Leaf (12 303 ventes), la Volkswagen Golf (9 859 ventes) et la BMW i3 (5 687 ventes).
En 2019, 60 316 voitures électriques ont été vendues en Norvège, soit 30,9 % de plus qu'en 2018. La part de marché de la voiture électrique atteint ainsi 42,4 %, en progression de 11 points. L'hybride rechargeable est en recul de 27 % à 19 296 ventes, soit 13,6 % du marché. Les modèles les plus vendus ont été la Tesla Model 3 (15 683 ventes), la Volkswagen Golf (10 025 ventes) et la Nissan Leaf (6 127 ventes).
En 2020, il s'est vendu 76 800 voitures purement électriques en Norvège, ce qui représente 54 % des ventes totales de voitures particulières ; en ajoutant les 28 900 hybrides rechargeables immatriculées dans le pays, la proportion de voitures à batterie atteint 75 %. Le modèle le plus vendu a été l'Audi e-Tron, devant la Model 3 de Tesla, l'ID3 de Volkswagen et la Leaf de Nissan. Les voitures à essence ou diesel sont lourdement taxées, tandis que les engins à batterie en sont quasiment exemptés.
En 2021, 64,5 % des voitures neuves vendues en Norvège étaient des voitures électriques, contre 54,3 % en 2020. Tesla atteint une part de marché de 11,6 % grâce à sa Model 3, suivi par Volkswagen et Toyota. Les voitures électriques représentent huit des dix meilleures ventes.
En 2022, 138 260 voitures électriques ont été immatriculées en Norvège, soit 79,3 % des ventes de voitures particulières neuves. La part de marché des voitures hybrides rechargeables a été de 8,5 %. Tesla arrive en tête avec 12,2 % des ventes, devant Volkswagen (11,6 %). La Norvège souhaite atteindre 100 % de voitures particulières à émission nulle en 2025.
Selon l'ACEA, les ventes de voitures 100 % électriques en Norvège ont atteint 138 287 voitures en 2022 contre 113 751 voitures en 2021, en progression de 21,6 %. La Norvège est le quatrième marché européen de la voiture électrique derrière l'Allemagne (471 394 ventes), le Royaume-Uni (267 203 ventes) et la France (203 122 ventes).
En 2023, 82,4 % des nouvelles voitures immatriculées dans le pays étaient des électriques. Selon la Fédération routière norvégienne, environ 12 % des voitures électriques importées en Norvège proviennent de fabricants chinois (en excluant les modèles de Volvo). Xpeng est présent en Norvège depuis 2020 et Nio depuis 2021.
En 2024, la part des voitures électriques dans les immatriculations atteint 88,9 %. Ces immatriculations sont en hausse de 9,4 % par rapport à 2023. Les marques les plus vendues sont Tesla, Volkswagen, Toyota et Volvo. Parmi les 50 modèles les plus vendus en Norvège en janvier 2025, mois où la part de marché des véhicules électriques atteint 95,8 %, seuls deux étaient des voitures non-électriques, le premier des deux arrivant seulement en 33e position. Les marques chinoises, telles que MG, BYD, Polestar et XPeng, représentent près de 10 % du marché, la Norvège n'ayant pas imposé de droits de douane sur les importations de véhicules électriques chinois.

## Politiques de soutien à la voiture électrique
En Norvège, pays qui a totalisé 31 % des ventes de voitures électriques neuves en Europe pour toute l'année 2014, 18 % des nouvelles immatriculations de voitures individuelles depuis le début de l'année 2015 concernent des modèles électriques. Les voitures 100 % électriques ont représenté 12,5 % du total des immatriculations, grâce à des mesures incitatives particulièrement fortes : exemption de la taxe à l’immatriculation (autour de 11 500 €) et de TVA, gratuité des péages, du stationnement, du ferry, de la recharge sur les parkings publics. Plus de la moitié des propriétaires disent avoir choisi l'électrique d'abord pour des raisons financières, les motivations environnementales venant en second lieu (l'électricité norvégienne est produite à 99 % par l'hydraulique),. Le gouvernement norvégien envisage une révision de ces avantages dont le succès a dépassé toutes les prévisions, et le parc a déjà atteint le seuil de 50 000 véhicules fixé pour la révision du système, que le gouvernement pensait atteindre en 2017. En 2014, cette politique de soutien a coûté à l’État norvégien entre trois et quatre milliards de couronnes (350 à 470 millions d’euros).
L'accès gratuit aux autoroutes à péage est cependant supprimé progressivement à partir de 2020. Le pays s'est fixé comme objectif d'interdire les ventes de voitures thermiques neuves à compter de 2025.
Les avantages accordés aux acheteurs sont réduits en 2023 : l’exemption de TVA est restreinte aux véhicules dont le prix de vente est inférieur à 500 000 couronnes (47 500 €), et une nouvelle taxe basée sur le poids s'applique aux voitures électriques comme aux autres.
Le Parlement norvégien vote en décembre 2023 interdisant la vente de camions à carburants fossiles dès 2030. Seuls les camions électriques ou au biogaz resteront autorisés. Le gouvernement devra présenter un ensemble de mesures permettant de faire passer de 10 à 20 % la part des camions électriques en 2024.
Le ministre des Finances norvégien, Trygve Slagsvold Vedum, interrogé par Bloomberg sur l'augmentation des droits de douane sur les voitures électriques fabriquées en Chine envisagée par l'Union européenne, déclare en juin 2024 que « l’introduction de cette taxe n’est ni pertinente, ni souhaitable pour notre pays ».